# جون إس. كوري
جون إس. كوري هو صحفي وسياسي كندي، ولد في 1877 في كندا، وتوفي في 14 ديسمبر 1956 في نفس البلد.